# Erwin Félix Lewy-Bertaut
Erwin Félix Lewy-Bertaut (ur. 1913 w Głubczycach, zm. 6 listopada 2003 w Grenoble) – krystalograf, członek Francuskiej Akademii Nauk.

## Życiorys
Urodził się w rodzinie żydowskiej mieszkającej na Górnym Śląsku, jego ojciec był nauczycielem języków klasycznych w głubczyckim gimnazjum. Lewy studiował prawo i filozofię na uniwersytecie we Fryburgu Bryzgowijskim, ale z uwagi na zmiany polityczne w Niemczech musiał w roku 1933 wyemigrować do Francji. Ostatecznie osiadł w Bordeaux. Został wcielony do francuskiej armii w 1939, co przerwało jego studia doktoranckie. Po porażce Francuzów otrzymał tymczasowy dokument tożsamości podpisany jako Felix Bertaut. W czasie okupacji przebywał najpierw na południu Francji kontrolowanym przez Rząd Vichy, ale potem przeniósł się do Paryża, gdzie spotkał się z dziedziną krystalografii. W końcu dołączył do zespołu profesora Louisa Néela w Grenoble. W roku 1949 obronił pracę dyplomową z fizyki na temat związany z magnetyzmem. Jego badania były i są nadal wykorzystywane w dziedzinie fizyki atomowej.
W 1971 Laboratorium Elektrostatyki i Fizyki Metali założone przez Néela przy współudziale Lewy'ego-Bertaut zostało podzielone, a jednym z nowo powstałych oddziałów było Laboratorium Krystalografii, którego dyrektorem w latach 1971–1981 był Lewy-Bertaut. Przyczynił się on do rozwoju krystalografii m.in. poprzez badania nad dyfrakcją.